# Szűcsbogár
A szűcsbogár (Attagenus pellio) a rovarok (Insecta) osztályának bogarak (Coleoptera) rendjébe, ezen belül a mindenevő bogarak (Polyphaga) alrendjébe és a porvafélék (Dermestidae) családjába tartozó faj.

## Megjelenése
A szűcsbogár 4-5 milliméter hosszú, feketés-barna színű porvaféle. A kifejlett bogár az életét főképp a szabadban tölti, s csak a peterakás előtt repül be az épületekbe. Élénk mozgású rovar, de érintésre holtnak tetteti magát.

## Életmódja
Ez a bogár elsősorban a szőnyegen és a szőrmén, de alkalomadtán a kárpitozott bútoron és a selymen is előfordul. Eléggé gyakorivá vált kártevő. A lakásba az ablakon át berepülve telepszik meg. Kizárólag a lárvája károsít, rágásával tönkreteszi az említett anyagokat. A ruhamolyfélékkel ellentétben az Attagenus pellio lárváinak a nyomában nem marad szövedék.

## Szaporodása
A nőstény 50-100 petét rak le a táplálékul szolgáló anyagokra. A petéből kikelő, hátrafelé keskenyedő testű, szőrös lárva akár 9-10 milliméter hosszúra is fejlődhet, azonban a hossza a táplálékkínálattól függ. A lárva teste világosbarna színű, hosszú szőrpamacsban végződik. Bebábozódás előtt valamilyen eldugott helyet keres, s emiatt a báb szinte sohasem kerül szemünk elé. A teljes fejlődési ciklus, amelyet a hőmérséklet igencsak meghatároz, 6 hónaptól akár 3 évig is eltarthat, de általában egy év.